# Karl Wilhelm von Tschirschky
Karl ou Carl Wilhelm von Tschirschky (Tschirsky, Tschierschky), né le 25 mars 1735 à Kunsdorf en Silésie, et mort le 11 janvier 1802 à Piława_Górna, est un generalmajor de cavalerie de l'armée prussienne, général inspecteur de cavalerie de la Basse-Silésie, propriétaire du 11e régiment de dragons, député, et seigneur du village de Mittelpeilau en Silésie, maintenant le village de Pilawa Dolna en Pologne.

## Biographie

### Origines familiales
Il est le fils de Joachim Friedrich von Tschirschky, (né le 11 mai 1686 et mort le 5 mars 1743) et de Sophie Magdalène von der Heyde (de) (née le 22 juillet 1700 à Habendorf et morte le 9 janvier 1778 à Brzeg).
Joachim Friedrich von Tschirschky était capitaine grenadier dans l'armée impériale du Saint-Empire romain germanique, seigneur de Kunsdorf, de Kobelau, de Kaisersdorf[Où ?]. 
La Silésie était autrichienne de 1526 à 1744. Karl est né autrichien. La guerre de Silésie commence en 1740 avec la Guerre de Succession d'Autriche.
Heinrich von Tschirschky und Bögendorff, ambassadeur d'Allemagne en 1916, et Karl Wilhelm descendent de la même famille von Tschirschky. Ils ont le même ancêtre, Léonhard von Tschirschky (Tschirsky)  du village de Bögendorff à sept kilomètres de Świdnica. Karl Wilhelm possède de nombreuses propriétés dont le château de Nieder Peilau, et le château de Gladishof,.

### Carrière militaire
Karl Wilhelm commence sa carrière militaire, sous le règne de Frédéric II de Prusse, en 1752 à 17 ans comme Junker dans le 8e régiment de cuirassiers de von Rochow. En 1755, il est Kornett puis en 1758, lieutenant et adjudant d'un des plus grands généraux de cavalerie prussienne, le Generalleutnant Friedrich Wilhelm von Seydlitz. En 1763, il est Rittmeister dans le 8e régiment de cuirassiers de Friedrich Wilhelm von Seydlitz, puis Major en 1769.
Le 23 juin 1775, il est nommé commandant du régiment de cuirassiers vieux-prussien K 3 à Schönebeck, Oberstleutnant en 1782, Oberst en 1783.
Le 20 mai 1789, le nouveau roi de Prusse Frédéric-Guillaume II de Prusse le nomme Generalmajor. Il devient le propriétaire du 11e régiment de dragons von Bosse (de). Ce régiment de dragons, fondé en 1741, portera son nom par la suite et sera dissous en 1806.
En 1791, il est promu général inspecteur de cavalerie de la Basse-Silésie. En 1792, il participe à la bataille de Valmy. Sa carrière militaire se termine le 5 novembre 1793. Il est remplacé à son poste de général inspecteur de cavalerie par le général Diedrich Goswin von Bockum-Dolffs (de).

### Campagnes militaires
Karl Wilhelm participe à la troisième guerre de Silésie qui correspond à la guerre de Sept Ans de 1756 à 1763 dont :
- la bataille de Lobositz le 1er octobre 1756 ;
- la bataille de Gotha le 15 septembre 1757 ;
- la bataille de Rossbach le 5 novembre 1757 ;
- la bataille de Zorndorf le 25 août 1758 ;
- la bataille de Kunersdorf le 12 août 1759 ;
- la bataille de Langensalza le 15 février 1761 ;
- pas d'information entre 1761 et 1778 ;
- la guerre de succession de Bavière[1] de 1778 à 1779, avec son régiment de cuirassiers vieux-prussien K 3 qui opposa la monarchie des Habsbourg à une alliance prusso-saxonne;

Karl Wilhelm et son 11e régiment de dragons participent à la bataille de Valmy le 20 septembre 1792, Pirmasens le 14 septembre 1793.

### Décorations

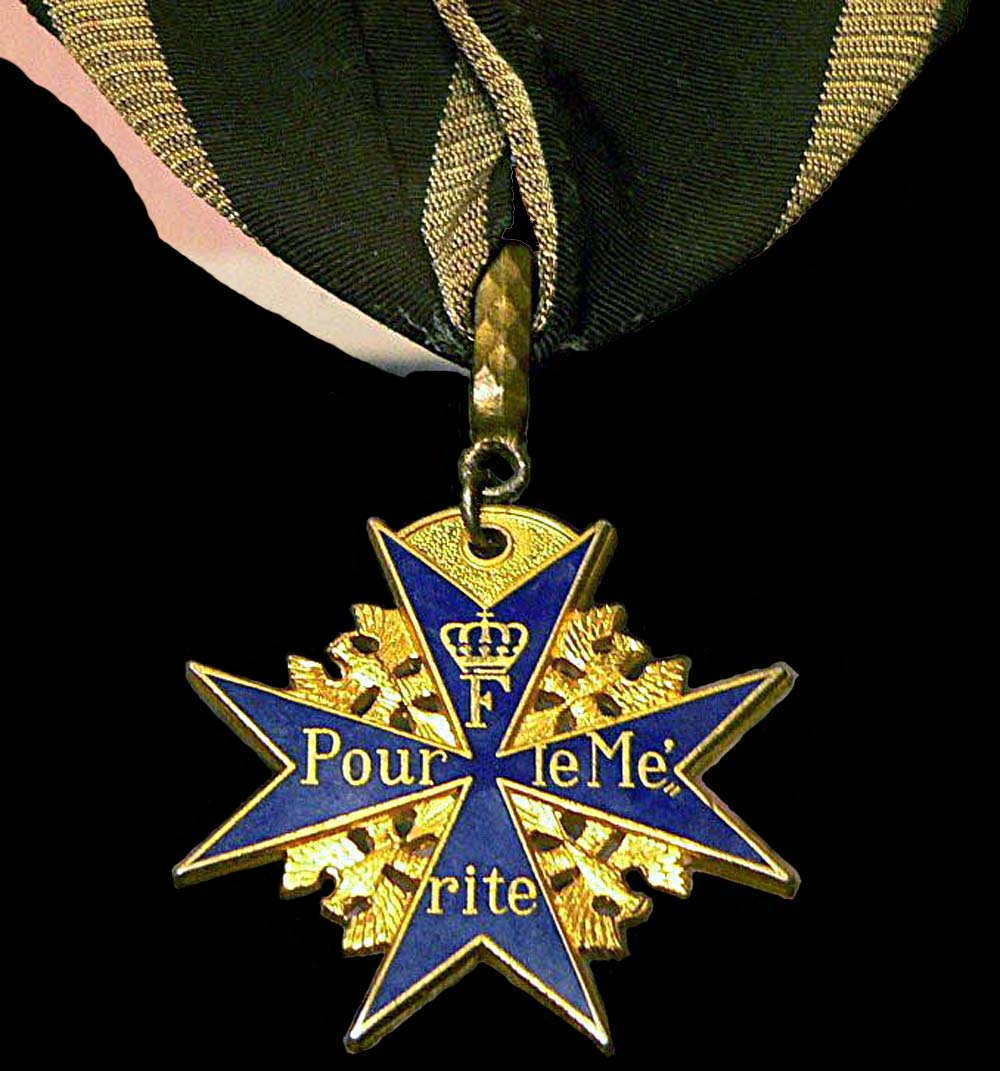
Croix Pour le Mérite, bataille de Langensalza le 15 février 1761

Karl Wilhelm obtient la plus haute décoration prussienne, à savoir l'ordre Pour le Mérite, le 15 février 1761 à bataille de Langensalza.

### Carrière politique
Karl Wilhelm est député du district des Montagnes de Silésie (en allemand : Regierung im Schleichen Gebirge zu Reichenbach) ou de Reichenbach_im_Eulengebirge. Karl fut également nommé Sénéchal à Esens en frise orientale, par le roi Frédéric-Guillaume II de Prusse. La région de la frise orientale était prussienne depuis 1744.

### Mariages et descendances
Karl Wilhelm se marie trois fois, en 1762, après 1779, et en 1790. Il aura cinq filles et un fils. 
Premier mariage en 1762 avec Wilhelmine Christiane von Döring, décédée en 1779 à Schönebeck. 
Les enfants :
- Sophie élisabeth (1762-1828) ∞ Karl Heinrich Von Peistel (1762-1809) Baron de Gladishof [8],[15]
- Luise Friederike Wilhelmine (née le 22.12.1763 à Ohlau et morte le 16.06.1836 à Stargard Poméranie ) ∞ Otto Friedrich Fürchtegott von Bonin, le couple aura 3 fils ;
- Henriette Albertine Beate (née le 3.07.1767 à Ohlau et morte le 30.07.1846 à Premslaff ) ∞ Albrecht von Hagen (de), seigneur de Premslaff, le couple aura 2 fils ;
- Albertine Wilhelmine (née le 6.08.1768 à Ohlau et morte le 28.03.1838 à Stettin ) ∞ 1804 Stargard avec Karl Friedrich Heinrich (de) von Raumer, Generalmajor, le couple aura 1 fils ;
- Friedrich Léonhard (1768-1810) chambellan prussien ∞ Charlotte Friederike Amalie von Pfeil (de) (1772-1845)[8]. Le couple aura deux fils ;
- Caroline Wilhelmine Friederike (née le 16.11.1778 à Frohse Schönebeck (Elbe) et morte le 16.05.1855 à Berlin, inhumée dans l'église de Sophienkirche à Berlin ) ∞ 1804 Stargard avec Eberhard Wilhelm von Blankenfeld (né en 1770 à Berlin et mort en 1834 à Potsdam), lieutenant-colonel de gendarmerie. Le couple aura trois fils militaire et une fille chanoinesse.

Second mariage avec Hélène Eléonore von Seidlitz, après 1779.
C'est la fille du comte Ernst Julius von Seidlitz (1695–1766). La dot pour le mariage s'élèvera à deux châteaux, le Schmolzof et le Gladishof avec ses 798 hectares. 
Hélène Eléonore décède en 1789. 
Troisième mariage en 1790 avec la veuve von Sauerma, née comtesse Karoline Katharina Luise Henriette von Posadowsky(KKLH), le 28 janvier 1738 à Angerburg et morte le 12 février 1824 à Piława_Górna, comme soeur, dans la communauté des frères Moraves de Gnadenfrei, vingt deux ans après Karl son second mari. Son père est le Generalleutnant, comte Karl Friedrich von Posadowsky, chef du 1er régiment de dragons.
Un cousin Georg Michaelis a fait une très belle carrière politique et parle de lui dans son livre Für Staat und Volk paru en 1922.
La descendance directe masculine de Karl Wilhelm a complètement disparu.

## Arbre généalogique
Ascendance et descendance de Karl Wilhelm von Tschirschky, famille von Tschirschky, von Tschirschky und Bögendorff, von Tschirschky-Reichell, von Tschirschky-Renard.
Voir l'arbre complet dans la famille von Tschirschky.

## Propriétés

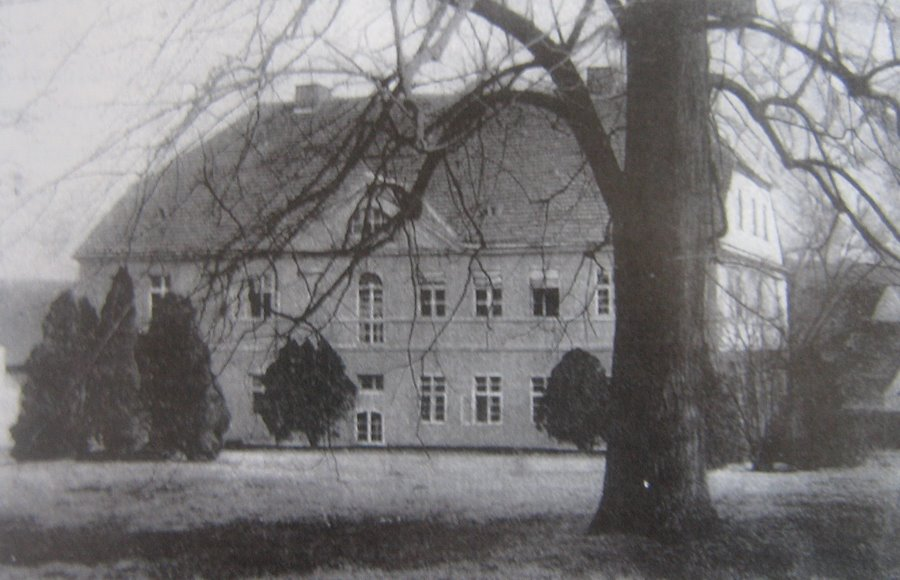
Manoir de Kunsdorf/Podlesie en 1920, lieu de naissance de Karl.
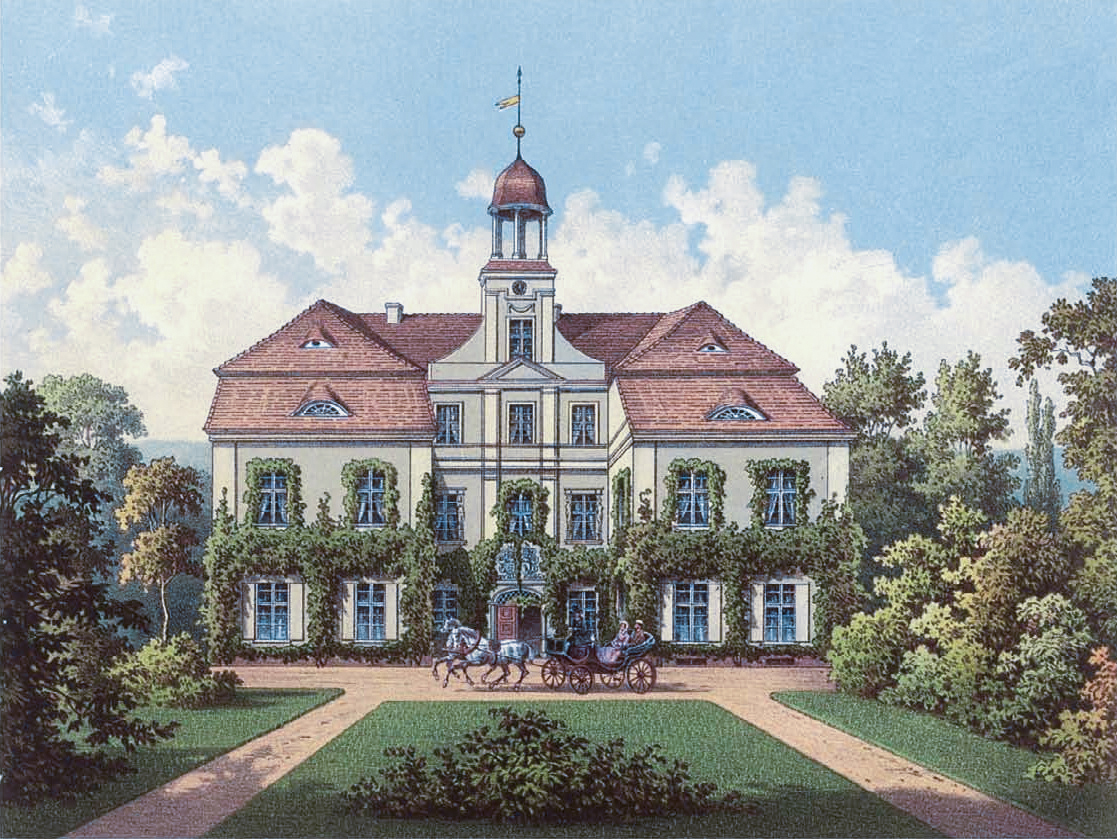
Château de Nieder-Peilau après la rénovation de 1813. Karl Wilhelm a été le propriétaire de 1754 à 1802. En 2012, ce château était en ruines.
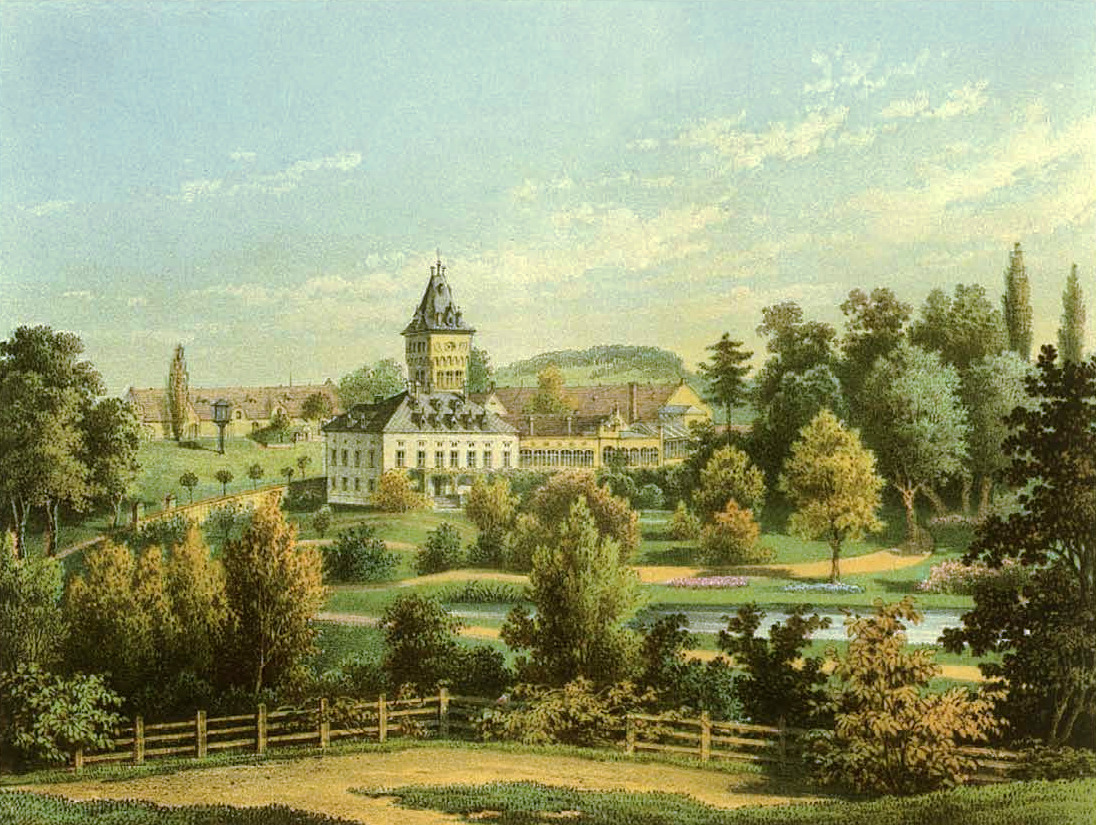
Château de Peilau-Gladishof reçu comme dot lors de son mariage avec Hélène Eléonore von Seidlitz. En 2014, ce château était dans une phase de restauration.
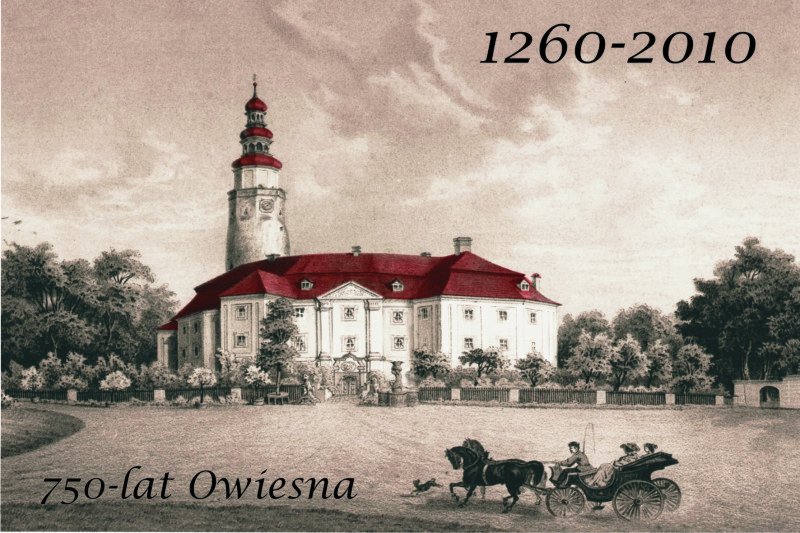
Château de Habendorf/Owiesno en 1850. Dans ce lieu est née la mère de Karl Wilhelm, Sophie Magdalène von der Heyde. En 2014, le château, en ruines, appartenait à un propriétaire privé (https://www.youtube.com/watch?v=8z8gOX841WU&feature=youtu.be les ruines en images)
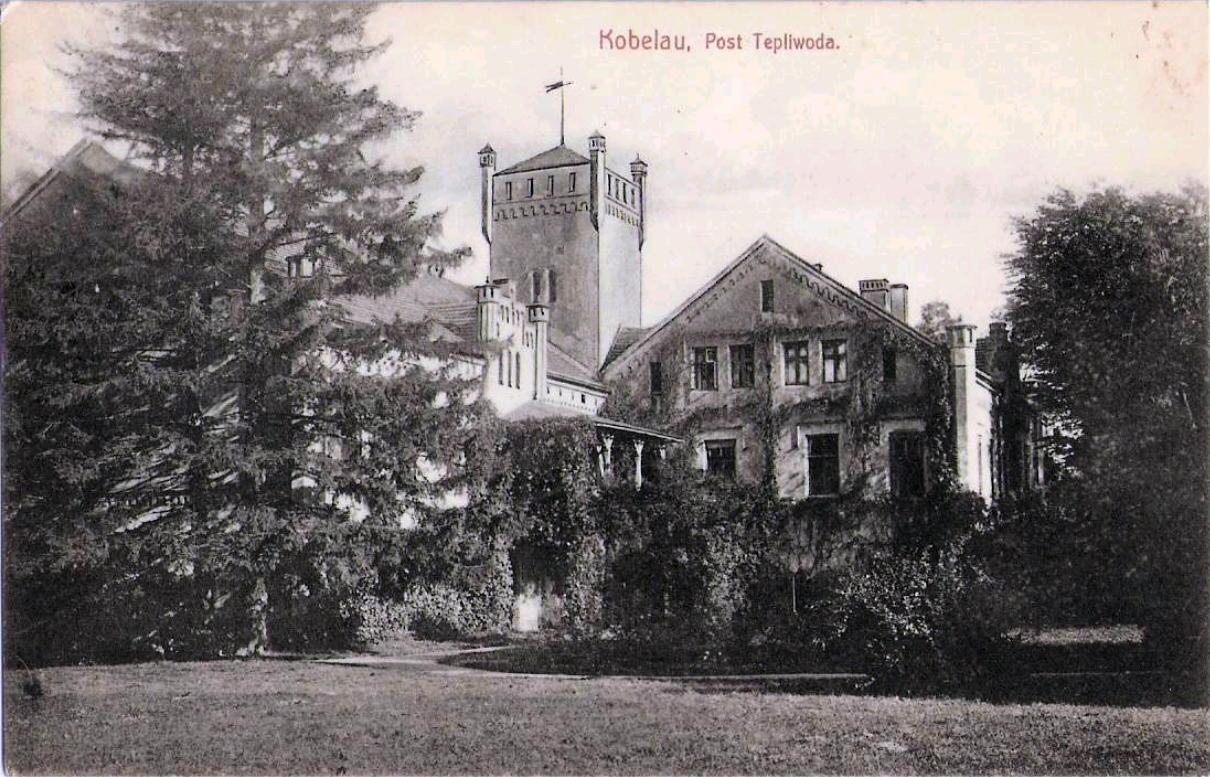
Château de Kobelau/Kobyla Glowa en 1914. Le père de Karl était le seigneur de Kobelau. En 2012, ce château était en ruines.
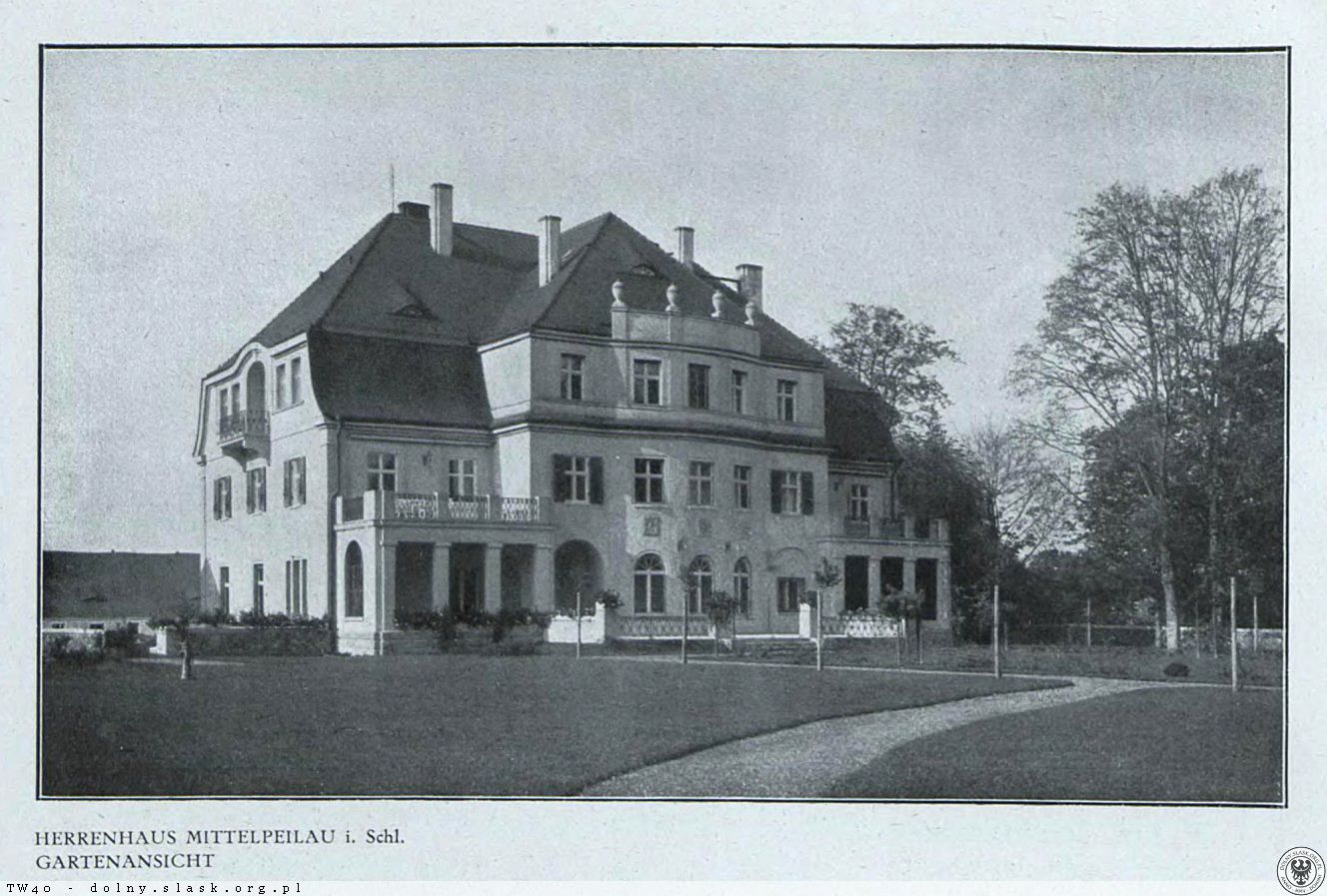
1900 château à Mittelpeilau (Pilawa Dolna). Ce manoir a appartenu à Karl dans les années 1760.

### Ouvrages anciens
- (de) Johannes SINAPIUS, Schlesische Curiositäten,volume 1, t. 1, 1720, p. 1000 et 1001 de l'original
- (de) Johannes SINAPIUS, der Schlesich Adel,volume 2, t. 2, 1728, p. 1075 et 1076 de l'original
- (de) Leopold von Zedlitz-Neukirch, Neues preußisches Adelslexicon oder genealogische, vol. 4, 1837 (lire en ligne), p. 281 les seigneurs von Tschirschky (de) « avec la traduction du texte en français »
- (de) « Neues allgemeines Deutsches adels-lexicon par Ernst Heinrich Kneschke, Volume 9,1870,page 300-301-302 »
- (de) Arthur von Posadowsky-Wehner, Geschichte des schlesischen uradligen Geschlechtes der Grafen Posadowsky-Wehner Freiherrn von Postelwitz, Breslau, 1891 (présentation en ligne)

### Ouvrages récents
- (de) Kurt von Priesdorff, Soldatisches Führertum, t. 2, Hamburg, 1937, p. 302* (de) biographie de Karl Wilhelm von Tschirschky par Kurt von Priesdorff
- (de) Friedrich Schleiermacher, Briefwechsel, 1774-1796, t. 1, Berlin, 1985, page 303,page 474,page 486 réédition du livre original par la maison d'édition Walter de Gruyter
- (de) Friedrich Schleiermacher, Briefwechsel, 1801-1802, t. 5, Berlin, 1999, page 483,page 513 réédition du livre original par la maison d'édition Walter de Gruyter